# Hezuo
Hezuo (合作市S, Hézuò ShìP) è una città-contea della Cina, situata nella provincia del Gansu e amministrata dalla prefettura autonoma tibetana di Gannan.